# Cucullia symaea
Cucullia symaea är en fjärilsart som beskrevs av Koutsaftikis 1974. Cucullia symaea ingår i släktet Cucullia och familjen nattflyn. Inga underarter finns listade i Catalogue of Life.

## Bildgalleri

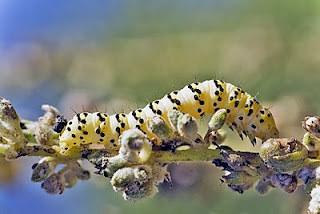